# Vlag van Hardenberg

vlag van de gemeente Hardenberg

vlag van de gemeente Hardenberg (1957-2002)

De vlag van Hardenberg is op 3 december 2002 door de gemeenteraad van de Overijsselse gemeente Hardenberg aangenomen als gemeentevlag. De vlag heeft een hoogte-breedteverhouding van 2:3 en heeft vijf golvende horizontale banen in geel, blauw, geel, blauw, geel in met een hoogteverhouding 1:1:6:1:1, met in de broeking een rood klaverblad. 
Het ontwerp is afkomstig van Piet Bultsma-Vos uit Kollum; de tekening en de kleuren zijn afgeleid van het gemeentewapen.

## Voorgaande vlag
De voorgaande vlag was aangenomen op 26 november 1957 door de toenmalige gemeente Hardenberg. Deze vlag bestond uit drie horizontale banen van gelijke hoogte in geel, wit en rood. Deze vlag was gebaseerd op de kleuren van het toenmalige wapen. Het ontwerp was afkomstig van de Hoge Raad van Adel en bevatte, tot teleurstelling van een aantal raadsleden, geen afbeelding van de heilige Stefanus uit het vroegere wapen van Stad Hardenberg. Ook waren enkele raadsleden van mening dat de vlag niet alleen de kleuren van Ambt Hardenberg maar ook die van Stad Hardenberg zou moeten bevatten. Desondanks werd de vlag aangenomen. Na wijziging van het gemeentewapen in 1962 bleef de vlag ongewijzigd omdat het wapen dezelfde kleuren bevatte als het voorgaande.

### Verwante afbeeldingen

Wapen van Hardenberg
Wapen van Hardenberg (1962)
Wapen van Hardenberg (1941)

Almelo 
· Borne 
· Dalfsen 
· Deventer 
· Dinkelland 
· Enschede 
· Haaksbergen 
· Hardenberg 
· Hellendoorn 
· Hengelo 
· Hof van Twente 
· Kampen 
· Losser 
· Oldenzaal 
· Olst-Wijhe 
· Ommen 
· Raalte 
· Rijssen-Holten 
· Staphorst 
· Steenwijkerland 
· Tubbergen 
· Twenterand 
· Wierden 
· Zwartewaterland 
· Zwolle
1. ↑  Sallands Volksblad 1957